# Pojazd szynowy

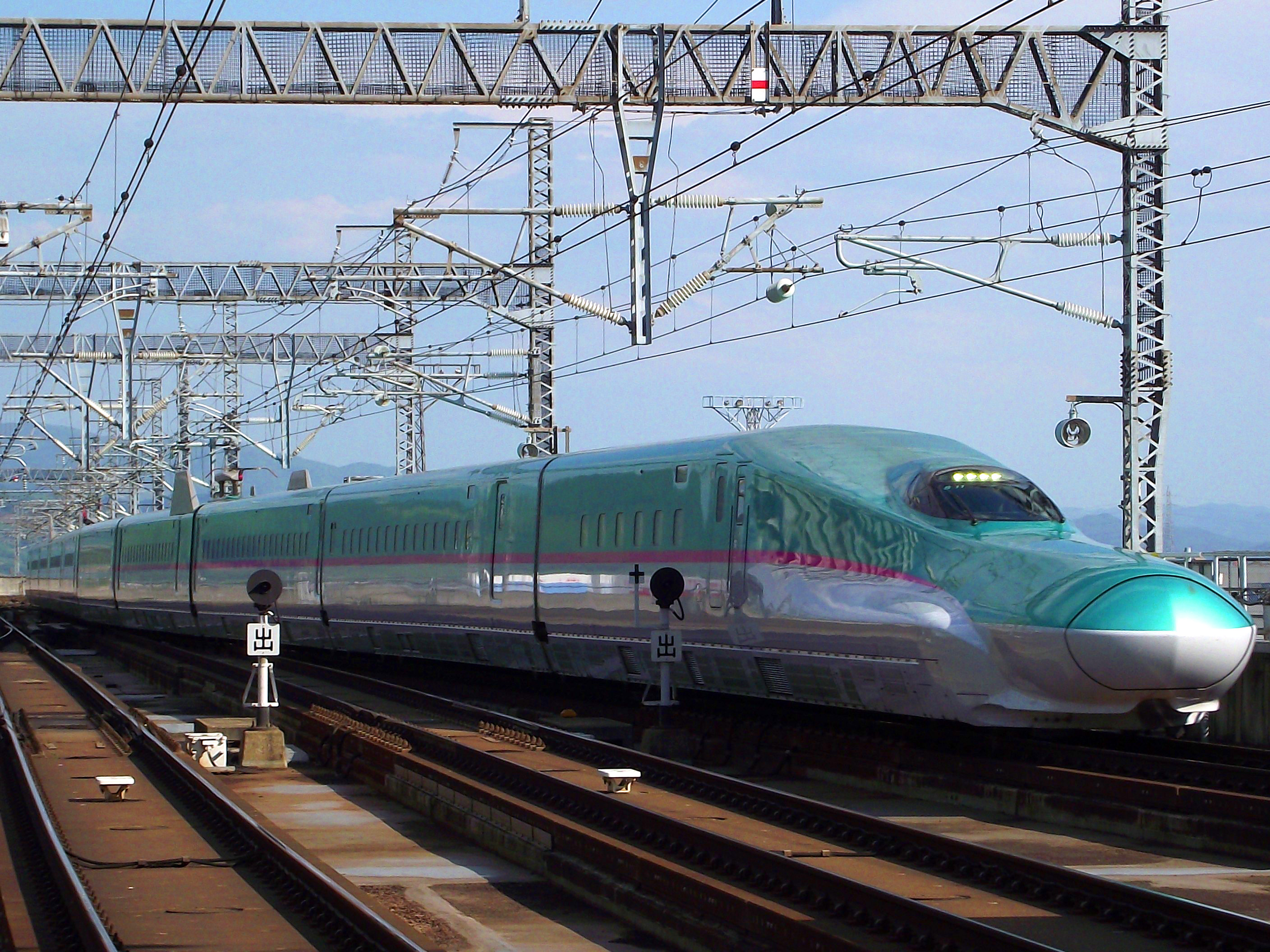
Pojazd szynowy (Shinkansen serii E5)

Pojazd szynowy – ruchome urządzenie poruszające się wyłącznie po szynach, wprawiane w ruch za pomocą własnego układu napędowego (pojazdy trakcyjne) lub też ciągnięte przez inny pojazd (wagony osobowe, wagony doczepne wagonów silnikowych, wagony kryte i wagony towarowe).
W zależności od miejsca zastosowania wyróżnić można:
- tabor kolejowy,
- tabor metra,
- tabor tramwajowy.

Wśród pojazdów szynowych wyróżnić można pojazdy trakcyjne mające własny napęd (poruszające się na zasadzie adhezyjnej lub przy pomocy zębatki) oraz wagony, czyli pojazdy doczepne pozbawione napędu. W historii i współcześnie stosowane są też systemy z napędem centralnym – pneumatycznym lub linowym, a także napędzane przez silnik liniowy (metro).
Ustawa o transporcie kolejowym definiuje w Polsce pojęcie pojazdu kolejowego – jako pojazdu dostosowanego do poruszania się na własnych kołach po torach trakcyjnych, a tym samym na wstępie zawęża definicję pojazdu szynowego do pojazdów kolejowych oraz pomija (niewystępujące w zasadzie w Polsce) pojazdy szynowe na poduszce magnetycznej. Tak więc pojazdami szynowymi są zarówno pojazdy kolejowe (w tym wąskotorowe), a także tramwaje, metro, kolej przemysłowa (np. kopalniana) oraz część pojazdów liniowych (np. kolejka na Górę Parkową w Krynicy czy na Gubałówkę w Zakopanem).